# Football Club Lahti 2016

## Stagione
Nella stagione 2016 il Lahti ha disputato la Veikkausliiga, massima serie del campionato finlandese di calcio, terminando il torneo all'ottavo posto con 42 punti conquistati in 33 giornate, frutto di 10 vittorie, 12 pareggi e 11 sconfitte. In Liigacup ha vinto il proprio girone e si è qualificato per la finale dove ha sconfitto l'SJK dopo i tiri di rigore, conquistando il trofeo per la terza volta nella sua storia. In Suomen Cup è sceso in campo a partire dal quinto turno, ha raggiunto le semifinali dove è stato eliminato dall'HJK.

## Organico

### Rosa
| N. |                         | Ruolo | Calciatore        |
| -- | ----------------------- | ----- | ----------------- |
| 2  | Finlandia (bandiera)    | D     | Jani Tanska       |
| 3  | Finlandia (bandiera)    | D     | Mikko Hauhia (c)  |
| 5  | Brasile (bandiera)      | C     | Bonilha           |
| 6  | Finlandia (bandiera)    | C     | Pyry Kärkkäinen   |
| 8  | Finlandia (bandiera)    | C     | Duarte Tammilehto |
| 9  | Brasile (bandiera)      | A     | Rafael            |
| 10 | Brasile (bandiera)      | C     | Euller            |
| 11 | Finlandia (bandiera)    | A     | Drilon Shala      |
| 12 | Finlandia (bandiera)    | P     | Santeri Pakkanen  |
| 13 | Finlandia (bandiera)    | D     | Paavo Ahola       |
| 14 | Finlandia (bandiera)    | C     | Jasse Tuominen    |
| 15 | Sierra Leone (bandiera) | D     | Hassan Mila Sesay |

| N. |                        | Ruolo | Calciatore         |
| -- | ---------------------- | ----- | ------------------ |
| 16 | Finlandia (bandiera)   | A     | Santeri Hostikka   |
| 17 | Finlandia (bandiera)   | A     | Kalle Multanen     |
| 18 | Russia (bandiera)      | C     | Pavel Osipov       |
| 19 | Finlandia (bandiera)   | C     | Aleksi Paananen    |
| 20 | Montenegro (bandiera)  | D     | Boris Tatar        |
| 21 | Afghanistan (bandiera) | A     | Fareed Sadat       |
| 24 | Finlandia (bandiera)   | D     | Paavo Voutilainen  |
| 25 | Finlandia (bandiera)   | C     | Mikko Kuningas     |
| 29 | Finlandia (bandiera)   | P     | Joonas Meronen     |
| 30 | Finlandia (bandiera)   | P     | Miikka Mujunen     |
| 31 | Finlandia (bandiera)   | C     | Jussi Länsitalo    |
| 78 | Russia (bandiera)      | P     | Aleksandr Vasjutin |

## Risultati

### Liigacup

#### Finale
| Arbitro: | Dennis Antamo |

|                                             |                      |                                           |
| Erëmenko Rahimi Riski Laaksonen Tahvanainen | Tiri di rigore 3 – 4 | Rafael Tuominen Multanen Kärkkäinen Sesay |

## Statistiche

### Statistiche di squadra
| Competizione  | Punti | In casa | In casa | In casa | In casa | In casa | In casa | In trasferta | In trasferta | In trasferta | In trasferta | In trasferta | In trasferta | Totale | Totale | Totale | Totale | Totale | Totale | DR |
| Competizione  | Punti | G       | V       | N       | P       | Gf      | Gs      | G            | V            | N            | P            | Gf           | Gs           | G      | V      | N      | P      | Gf     | Gs     | DR |
| ------------- | ----- | ------- | ------- | ------- | ------- | ------- | ------- | ------------ | ------------ | ------------ | ------------ | ------------ | ------------ | ------ | ------ | ------ | ------ | ------ | ------ | -- |
| Veikkausliiga | 42    | 17      | 7       | 6       | 4       | 23      | 15      | 16           | 3            | 6            | 7            | 19           | 28           | 33     | 10     | 12     | 11     | 42     | 43     | -1 |
| Liigacup      | -     | 3       | 2       | 1       | 0       | 5       | 3       | 2            | 0            | 2            | 0            | 2            | 2            | 6      | 2      | 4      | 0      | 7      | 5      | +2 |
| Suomen Cup    | -     | 1       | 0       | 0       | 1       | 0       | 3       | 3            | 3            | 0            | 0            | 9            | 1            | 4      | 3      | 0      | 1      | 9      | 4      | +5 |
| Totale        | -     | 21      | 9       | 7       | 5       | 28      | 21      | 21           | 6            | 8            | 7            | 30           | 31           | 43     | 15     | 16     | 12     | 58     | 52     | +6 |